# 胡僧洸
胡僧洸（？—537年），字湛輝，安定郡临泾县人，北魏官吏。胡国珍兄胡真之子。
胡僧洸先受封为爰德县公，做中书监、侍中，后来改封为濮阳郡公。胡僧洗自永安年间（528年—530年）被废黜后，不再干预朝政。537年逝世，受诏给予厚葬，赠太师、太尉公、录尚书事、雍州刺史，谥曰孝。